# Sergej Vladilenovič Kirienko
Sergej Vladilenovič Kirienko (in russo: Серге́й Владиле́нович Кирие́нко; Sukhumi, 26 luglio 1962) è un politico russo, capo del Governo durante la presidenza di Boris El'cin dal 26 marzo 1998 al 23 agosto 1998. Dal 5 ottobre 2016 è primo vice-capo di gabinetto dell'Amministrazione Presidenziale di Vladimir Putin Ha il grado civile di Consigliere di Stato effettivo della Federazione Russa di 1ª classe.

## Biografia
Figlio di padre ebreo, Kirienko è nato a Sukhumi, nella RSS Georgiana, ed è cresciuto a Soči, nel sud della Russia. È nipote di Jakov Israitel', un devoto comunista e membro della Čeka, cui Lenin in persona conferì una pistola incisa per i servizi resi al PCUS.
Dopo il diploma di scuola superiore, Kirienko si è iscritto alla facoltà di costruzione navale dell'Istituto degli ingegneri del trasporto marittimo di Gor'kij, dove insegnava il padre. Dopo il divorzio dei genitori, ha deciso di mantenere il cognome ucraino della madre.

## Carriera politica

### Primo ministro (1998)
Kirienko è stato nominato primo ministro il 23 marzo 1998, dopo la destituzione presidenziale di Viktor Černomyrdin, diventando così, a 35 anni, il più giovane capo del Governo nella storia russa. La Duma di Stato, dominata dal Partito Comunista della Federazione Russa, per due volte si è rifiutata di confermare la sua nomina, ma il presidente Boris El'cin lo ha nominato una terza volta e Kirienko è stato pertanto confermato ufficialmente.
Insieme al vice primo ministro Boris Nemcov e ad Anatolij Čubajs, Kirienko si è distinto come uno dei "giovani riformisti" che hanno cercato di modernizzare l'economia russa utilizzando i crediti del Fondo Monetario Internazionale, aumentando però il debito nazionale fino a 22,6 miliardi di dollari. Il Governo è stato successivamente incapace di ripagare i titoli di Stato emessi sul mercato, il che ha portato alla svalutazione del rublo e alla crisi finanziaria russa del 1998. Responsabile della crisi, Kirienko si è quindi dimesso il 23 agosto 1998.
Nel 1999 è stato candidato a sindaco di Mosca. Alle elezioni arrivò secondo con l'11,2% dei voti, perdendo contro il rieletto Jurij Lužkov.

### Unione delle Forze di Destra (1998)

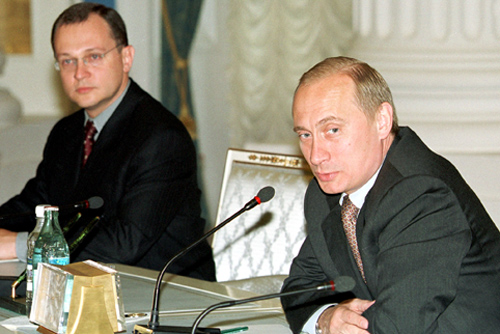
Sergey Kiriyenko (sinistra) con il presidente della Russia Vladimir Putin, 2000

Il 18 dicembre 1998, ha guidato il suo movimento politico pubblico russo "New Force" che in seguito, il 20 maggio 2000, è diventato parte della nuova organizzazione politica Unione delle Forze di Destra (SPS). Una lista formata insieme a Boris Nemcov e Irina Hakamada. Alle elezioni per la Duma di Stato, la lista è giunta al quarto posto con l'8,52% e ricevendo 29 seggi. Alla vigilia delle elezioni, Kirienko incontrato il primo ministro russo Vladimir Putin per conto dell'SPS consegnandogli il programma preelettorale del blocco. Dal 1999 al 2000 è stato membro della commissione legislativa della Duma.

### Rosatom (2005-2016)

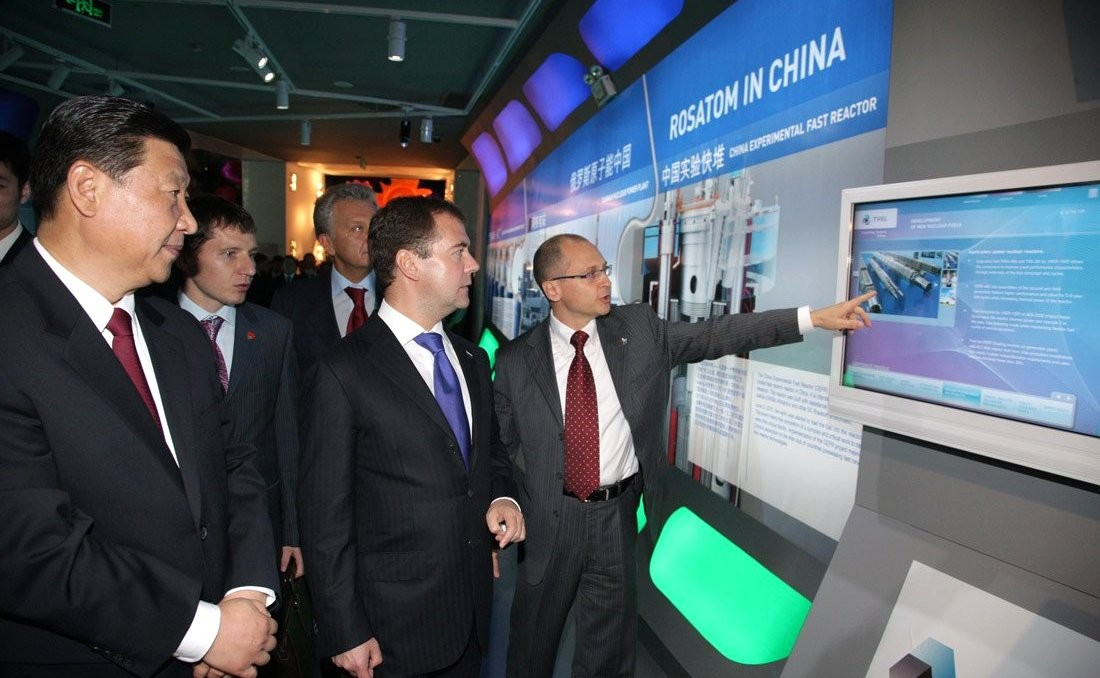
Kirienko, il presidente russo Dmitrij Medvedev e il vice presidente cinese Xi Jinping, 2010

Il 30 novembre 2005 Kirienko è stato nominato a capo di Rosatom, l'Agenzia federale per l'energia atomica. È diventato anche presidente del consiglio di amministrazione della società nucleare Atomenergoprom.
Dal 2008 al 2011 e dal 2011 al 2016 Kirienko è stato anche presidente del consiglio di amministrazione di Nižnij Novgorodpromstrojbank. A fine settembre 2016 è stato nominato senior vice president di Rostelecom, dove è impegnato nel marketing aziendale, nel coordinamento dei macro-file dell'operatore e nelle nuove aree di sviluppo del business. Ha co-fondato Titanium Investments, una società di investimento di capitale di rischio.

### Primo vice-capo del gabinetto Putin (2016)
Dal 5 ottobre 2016 è il primo vice-capo di gabinetto del presidente Putin. Il 15 ottobre 2020 è stato inserito nella lista di 6 persone sanzionate dal Regno Unito e dall'Unione europea per l'avvelenamento di Aleksej Naval'nyj, il dissidente russo che è stato male nell'agosto 2020 mentre viaggiava su un volo all'interno della Russia. E poi salvato dall'avvelenamento in Germania e arrestato (e poi condannato) al suo rientro in patria. Nel marzo 2021 anche gli Stati Uniti, amministrazione Joe Biden, hanno varato sanzioni contro 7 alti funzionari russi, tutti vicini a Putin, tra cui Kirienko: non potranno entrare in Usa e fare affari con gli statunitensi.

### Amministratore dell'Ucraina occupata
Il 21 febbraio 2022, il presidente Putin ha ufficialmente riconosciuto la Repubblica Popolare di Lugansk e la Repubblica Popolare di Doneck come indipendenti dall'Ucraina. Il 5 maggio 2022 Kirienko ha visitato la città di Mariupol' occupata dai russi, prendendo parte all'inaugurazione della statua di una vecchia che tiene la bandiera sovietica. Kirienko ha detto che "Babuška Anja è un simbolo della madrepatria per l'intero mondo russo".
Il 6 giugno Kirienko ha visitato Cherson occupata;  il sindaco ucraino di Cherson, Ihor Kolychajev, ha raccontato che gli occupanti avevano condotto un incontro di oltre 70 simpatizzanti russi volto a condurre un referendum sulla regione che integrasse le aree occupate in Russia. Le fonti di Kolychajev gli hanno detto che le date discusse erano due: a settembre o alla fine del 2022.  Kolychajev ha assistito alla distribuzione di passaporti russi da parte degli occupanti. 
Nel giugno 2022 Meduza e Bloomberg News hanno riferito che Kirienko è stato nominato responsabile da Putin delle autoproclamate "repubbliche popolari" nel Donbass e in altri territori occupati dalla Russia in Ucraina.

## Vita privata
Sergej Kirienko si è sposato all'età di 19 anni. Sua moglie è Maria Vladislavovna Storova. Tre i figli: Vladimir (nato nel 1983), Ljubov (1990), Nadezhda (2002).
Kirienko è quarto dan aikido. Subacqueo, è impegnato nel tiro, nella caccia e nella pesca.